# Balanță de torsiune
O balanță de torsiune e formată din două mici sfere, fiecare având uzual o masă echivalentă cu 1g, atașată de capetele unei tije orizontale care e suspendată la mijlocul sau printr-un fir subțire sau în experimentele mai recente printr-o fibră de cuarț. Dacă, de exemplu, două sfere de plumb mai mari sunt plasate astfel ca ele să fie adiacente dar pe fețele opuse ale sferei mai mici, masa mai mică va fi atrasă de sfera mai mare producând torsiunea firului de fibră. Unghiul de torsiune e măsurat prin mișcarea unui fascicul de lumină reflectat de tijă pe o scală. Forța gravitațională dintre cele două mase diferite va fi astfel constatată. În experimentele electrice, conductorii încărcați electric sunt înlocuiți cu mase mici. Pentru studiul efectelor magnetice se folosesc doi magneți.